# Darwin-nandu
A Darwin-nandu (Pterocnemia pennata) a struccalakúak (Struthioniformes) rendjébe, a nandufélék (Rheidae) családjába tartozó Pterocnemia nem egyetlen faja.
Egyes rendszerbesorolások a Rhea nemhez sorolják, Rhea pennata néven.

## Elterjedése
Kizárólag Dél-Amerikában őshonos, ezen belül Patagóniában és az Andokban. Az alábbi országok területén találkozhatunk vele: Argentína, Bolívia, Chile és Peru.
A nyílt síkságokat és bozótosokat kedveli, mint amilyenek például az Andok fennsíkjának füves élőhelye, a puna, valamint az Andok keleti lejtője és Patagónia síkvidékeinek sztyeppés élőhelyei. Szívesen tartózkodik tó, folyó vagy mocsár közelében szaporodás céljából, annak ellenére, hogy meglehetősen száraz élőhelyeken él.

## Alfajai
- Pterocnemia pennata garleppi
- Pterocnemia pennata pennata
- Pterocnemia pennata tarapacensis

## Megjelenése
Kisebb, mint a jóval ismertebb rokona, a nandu. Alkata zömökebb, magassága csak 90–100 cm. Szárnya nagyobb, mint más futómadaraké. Ujjának karmai hatékony fegyverek. Feketés-szürkés tollainak a hegye fehér.

## Életmódja
Egy hímből és 5–7 tojókból álló családjai 60 fős csoportokba verődve él. Tápláléka többnyire növényi eredetű; gyökerekkel, gyümölcsökkel, magvakkal és levelekkel táplálkozik, de minimális mértékben fogyaszthat állati eredetű táplálékot is, mint rovarokat és apró gerinceseket. Kevés vizet iszik, mivel a folyadékigényét többnyire a növényekből fedezi. Kavicsokat is lenyel. Nem kell sokat mozognia a táplálékért, mivel ha az élőhelyén bőséges a növényzet, akkor általában egész évben elegendő táplálékforrással rendelkezik.
Különösen jól fut, sebessége elérheti a 60 km/órát; lehagyja a ragadozókat. Futás közben időnként bukfencet vet, mint a nyulak vagy a nandu.

## Szaporodása
Egy fészekalja 13-17 tojásból áll. Egyedül a hím kotlik.

## Állatkertekben
Összehangolt tenyésztéssel próbálják meg megmenteni a fajt. Európában az Európai Állatkertek és Akváriumok Szövetsége felügyelete alá tartozó Európai Veszélyeztetett Fajok Programja (EEP) keretében tenyésztik a faj egyedeit.
Magyarországon a Szegedi Vadasparkban tartanak Darwin-nandukat.